# نیکیتا ترگوبوف
نیکیتا ترگوبوف (روسی: Никита Михайлович Трегубов؛ زادهٔ ۱۴ فوریهٔ ۱۹۹۵) ورزشکار اسکلتون اهل روسیه است.
وی در مسابقات کشوری و بین‌المللی در مجموع برندهٔ ۳ مدال نقره، ۲ مدال برنز شده‌است.